# Эссе-ле-Нанси
Эссе́-ле-Нанси́ (фр. Essey-lès-Nancy) — коммуна во французском департаменте Мёрт и Мозель, региона Лотарингия. Относится к кантону Сен-Макс.

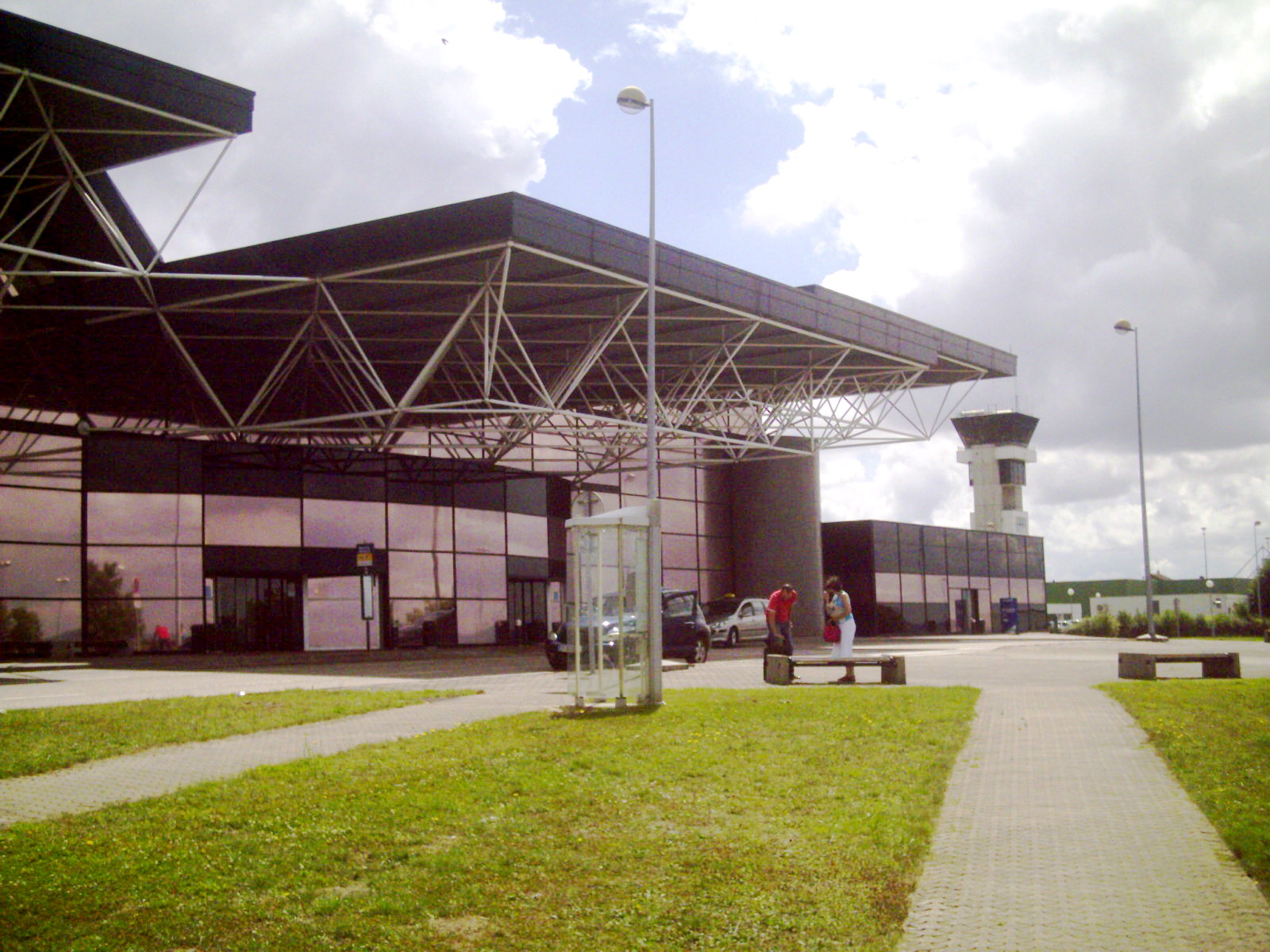
Аэропорт Мец-Нанси-Лорэн и контрольная башня.

## География
Эссе-ле-Нанси расположен на северо-востоке Франции, пригород Нанси, входит в агломерацию Большого Нанси (с 1996 года). Соседствует со следующими коммунами: Аженкур (на севере), Доммартен-су-Аманс, Доммартемон, Пюльнуа и Сен-Макс (на западе), Соксюр-ле-Нанси (на юге), Сешам (на востоке) и Томблен.
Город разделён на 4 района:
- Эссе-центр
- Эссе-Музэмпре
- Эссе-Клебер
- Эссе-ля-Фале

## Демография
Население коммуны на 2010 год составляло 8450 человек.
| 1962 | 1968 | 1975 | 1982 | 1990 | 1999 | 2010 |
| ---- | ---- | ---- | ---- | ---- | ---- | ---- |
| 4303 | 4660 | 7480 | 7447 | 7378 | 7302 | 8450 |